# Linda McAvan
Linda McAvan (Bradford, 2 dicembre 1962) è una politica britannica, membro del Parlamento Europeo dal 1998 al 2019.